# 68P/Klemola
68P/Klemola (lub kometa Klemoli) – kometa okresowa, należąca do rodziny komet Jowisza.
Kometę tę odkrył astronom Arnold Klemola w listopadzie 1965 roku w obserwatorium Yale-Columbia Southern Station w Argentynie. Nazwa komety pochodzi od nazwiska odkrywcy.